# Dobropillia
Dobropillia is een stad met ca 22.000 inwoners in 2025 in het district Pokrovsk van de oblast Donetsk in Oekraïne. De stad ligt op 94 km van Donetsk, het administratieve centrum van de oblast. 

## Geschiedenis
Sinds februari 1935 wordt hier een lokale krant uitgegeven. Tijdens de Tweede Wereldoorlog werd de nederzetting bezet door de asmogendheden. In 1953 werd het een stad. In 1970 telde de stad 30.000 inwoners. De basis van de economie was de kolenwinning.
Vanaf 11 augustus 2025 lanceerde Rusland tijdens de Russische invasie van Oekraïne een offensief richting de stad en de snelweg Dobropillia-Kramatorsk.